# パンチドランク・ラブ (映画)
『パンチドランク・ラブ』（Punch-Drunk Love）は、2002年に製作されたポール・トーマス・アンダーソン監督、アダム・サンドラー主演のロマンティック・コメディ映画。

## 概要

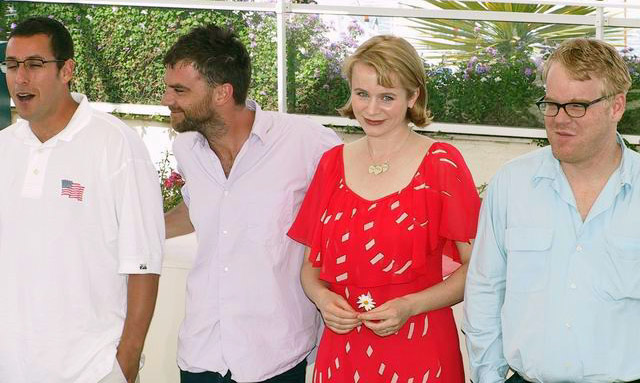
左からアダム・サンドラー、ポール・トーマス・アンダーソン、エミリー・ワトソン、フィリップ・シーモア・ホフマン。第55回カンヌ国際映画祭にて。（2002年）

『ブギーナイツ』、『マグノリア』などにおいてその手腕を発揮したポール・トーマス・アンダーソンが、コメディアンのアダム・サンドラーを主演に迎えた一風変わった異色のロマンティック・コメディ。それまでの作品同様、アンダーソン監督自身が脚本も手掛けており、ヒロインにはイギリス出身のエミリー・ワトソンがサンドラーの相手役で出演している。サンドラーはそれまで出演してきたコメディ映画の雰囲気とまるで違う、人生に対する悲壮感を抱えた男をユーモラスに演じている。今作においてその創造性が評価されたアンダーソンは、カンヌ国際映画祭で見事に監督賞を受賞した。

## あらすじ
カリフォルニア州ロサンゼルスのサンフェルナンド・バレーに住むバリー・イーガン（アダム・サンドラー）は、キラキラ光るラバーカップ（スッポン）といった珍妙な商品を取り扱う卸売会社の経営者。普段は真面目な青年だが、何かと口うるさい姉たちの中で育ったためか、女性に対して不信感を抱いており、なおかつ事あるごとに情緒不安定に陥ってしまう。
そんな彼が最近の日課にしているのは、ヘルシー・チョイス社 (Healthy Choice)のプリンを大量に買うこと。プリンの特典である、プリン代よりも価値が高い航空会社のマイレージをたくさん貯めることに余念がないのだ（デヴィッド・フィリップスの実話に基づく）。
ある日、姉のエリザベス（メアリー・リン・ライスカブ）が同僚であるリナ（エミリー・ワトソン）を彼の職場に連れてくる。静かで優しい感じを醸し出す彼女に心を寄せ始めたバリーはさっそく彼女を食事に誘い、二人の距離は徐々に狭まっていく。未だに独身で浮いた話もなかったバリーはかつてない幸福感を味わっていたが、その思いも束の間だった。
ある夜にふとダイヤルを回したテレフォン・セックスのサービスコールによりクレジット・カードのトラブルが発生。そのせいでゆすり屋（フィリップ・シーモア・ホフマン）から脅迫まがいな電話が連日かかってくるようになったのだ。
怯えるばかりのバリーであったが、なんとか自分を奮い立たせてゆすり屋の元へと向かう・・・

## キャスト
| 役名                 | 俳優                           | 日本語吹き替え | 日本語吹き替え |
| 役名                 | 俳優                           | DVD版          |                |
| -------------------- | ------------------------------ | -------------- | -------------- |
| バリー・イーガン     | アダム・サンドラー             | 森川智之       |                |
| リナ・レナード       | エミリー・ワトソン             | 深見梨加       |                |
| ディーン・トランベル | フィリップ・シーモア・ホフマン | 谷昌樹         |                |
| ランス               | ルイス・ガスマン               | 牛山茂         |                |
| エリザベス           | メアリー・リン・ライスカブ     |                |                |

- その他の日本語吹き替え：泉裕子／すずき紀子／大野エリ／村竹あおい／岡本章子／斉藤梨絵／水落幸子／斉藤次郎／竹田雅則／彩乃木崇之／駒谷昌男／武藤正史

## スタッフ
- 監督：ポール・トーマス・アンダーソン
- 製作：ポール・トーマス・アンダーソン、ダニエル・ルピ、ジョアン・セラー
- 脚本：ポール・トーマス・アンダーソン
- 音楽：ジョン・ブライオン
- 撮影：ロバート・エルスウィット
- 編集：レスリー・ジョーンズ

## 評価
映画批評サイトRotten Tomatoesには、182件のレビューがあり、批評家支持率は79％、平均点は10点満点中7.4点となっている。また、Metacriticには、37件のレビューがあり、平均点は100点満点中78点となっている。
本作はThe A.V. Clubの選定した「2000年代の映画ベスト50」において、33位となっている。
映画監督のジャド・アパトー、リー・アンクリッチ、俳優のビル・ナイらが、本作をお気に入りの映画の一つだと公言している。
当時、俳優復帰をしたばかりであったダニエル・デイ＝ルイスは本作を気に入ったことで、アンダーソンの次回作となる『ゼア・ウィル・ビー・ブラッド』（2007年）への出演を決めた。